# Syndikat Verlag
Syndikat war die Firmierung der „Syndikat Autoren- und Verlagsgesellschaft“ in der Rechtsform einer Kommanditgesellschaft, die ihren Geschäftssitz in Frankfurt am Main hatte. 

## Geschichte
Der Verlag wurde 1976 von den Suhrkamp-Lektoren Axel Rütters und Karl Markus Michel gegründet. Vergleichbar mit dem 
Verlag der Autoren und dem damaligen Wagenbachkollektiv war die Neugründung ebenfalls ein Autorenverlag:
Die Autoren waren als Kommanditisten – jeweils mit Kapitaleinlagen zwischen 5.000 und 30.000 DM – an der Programmplanung und am Ertrag beteiligt.
Der Verlag war zusätzlich eine Buchgemeinschaft, die ihren Mitgliedern den Erwerb verlagseigener, aber auch verlagsfremder Publikationen zu reduzierten Preisen möglich machte. Die Mitgliedsbeiträge sollten die Liquidität des Verlagsprogrammes erhöhen. 
1979 übernahmen Axel Rütters und Kurt Groenewold die Europäische Verlagsanstalt (EVA). Der Komplementär Rütters war sodann Geschäftsführer des Syndikat Verlages und der EVA in Personalunion. 1981 kauften Heinrich von Berenberg und Kurt Groenewold zu gleichen Teilen den Syndikat Verlag. Spätestens 1982 traten jedoch finanzielle Probleme auf, die 1986 zum Ende der Verlagstätigkeiten führten. 
Das Ziel der Gründer Rütters und Michel war das Verlegen kritisch-wissenschaftlicher Literatur. Eine besondere Bekanntheit erreichte der Verlag durch die Titel aus den Bereichen Ethnologie, Anthropologie und Psychiatrie.
Wichtige Autoren waren u. a. Paul Parin, Hans Peter Duerr und Carlo Ginzburg.

## Titel (Auswahl)
- 1976: Martin Warnke: Bau und Überbau.
- 1978: Martin Dannecker: Der Homosexuelle und die Homosexualität.
- 1979: Klaus Horn: Aktionsforschung, Balanceakt ohne Netz?
- 1980: Claus Deimel: Tarahumara. Indianer im Norden Mexikos.
- 1981: Bronislaw Malinowski: Korallengärten und ihre Magie.

Seit 1983 erschien in dem Verlag unter der Bezeichnung Syndikat/EVA eine Taschenbuchreihe in fortlaufender Nummerierung, u. a. mit diesen Titeln:
- 1983: Arthur Rosenberg: Die Entstehung und Geschichte der Weimarer Republik. Nr. 2
- 1983: Maud Mannoni: Der Psychiater, sein Patient und die Psychoanalyse. Gewidmet Jacques Lacan. Nr. 8, ISBN 3-434-46008-X.
- 1983: Wolfgang Neuss: Wir Kellerkinder. Nr. 15
- 1985: Ulrich Sonnemann: Das Land der unbegrenzten Zumutbarkeiten. Nr. 49, ISBN 3-434-46049-7.
- 1985: Georges Devereux: Baubo. Die mythische Vulva. Aus dem Französischen übersetzt von Eva Moldenhauer. Nr. 63, ISBN 3-434-46063-2.
- 1986: Karl Gerstner: Der Künstler und die Mehrheit. Nr. 73
- 1986: Janine Chasseguet-Smirgel (Hrsg.): Wege des Anti-Ödipus. Nr. 79